# Goldenes Buch (Hannover)

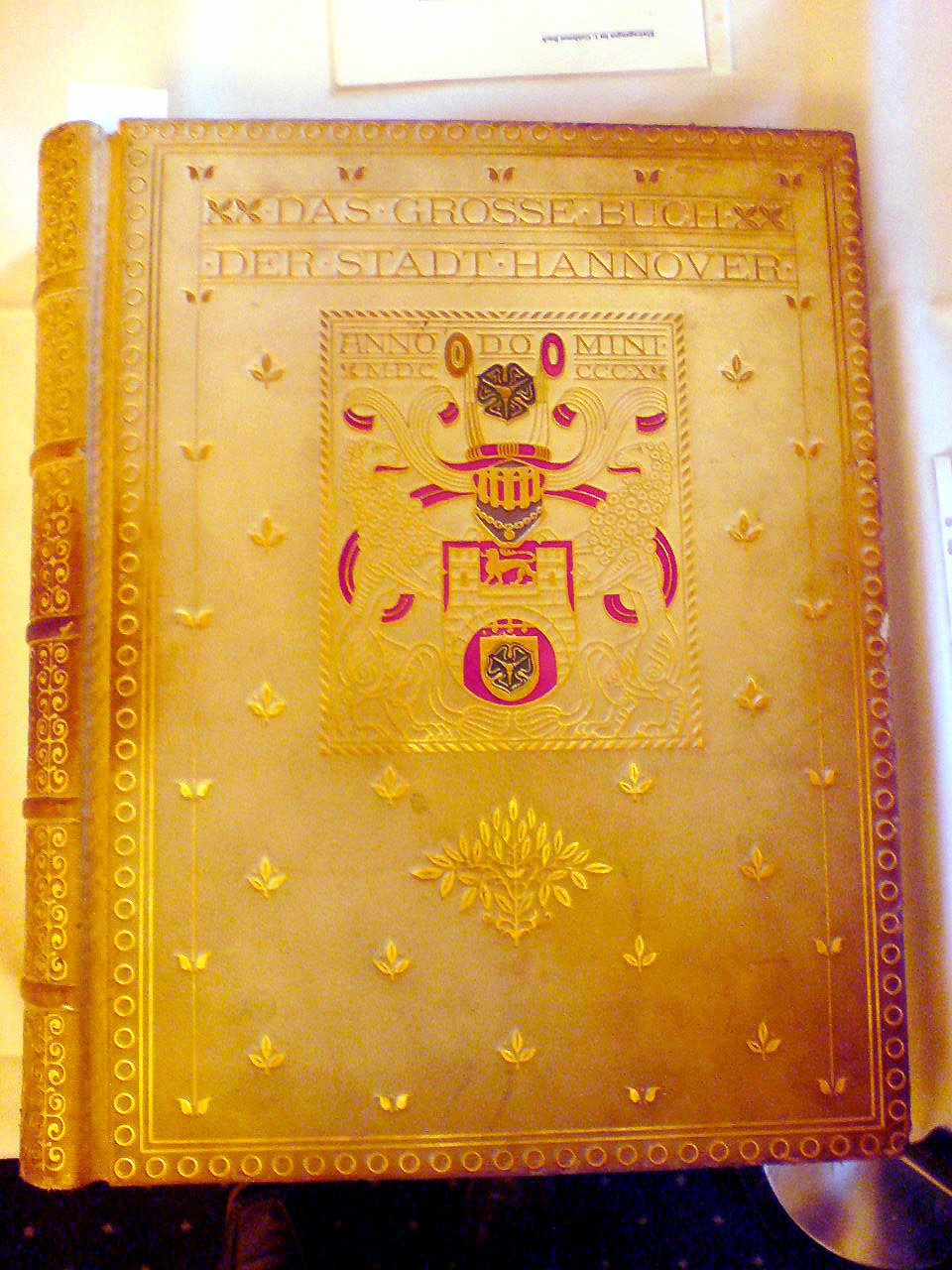
Das große Buch der Stadt Hannover von 1910; entworfen von Heinrich Mittag

Das Goldene Buch der niedersächsischen Landeshauptstadt Hannover ist ein für Ehrengäste bestimmtes Goldenes Buch, in das sich ausgewählte Gäste bei ihrem Empfang durch die Stadtverwaltung mit ihrer Unterschrift eintragen dürfen. Das mittlerweile mehrere Bände umfassende Werk wird im Neuen Rathaus der Stadt verwahrt.

## Geschichte
Das erste Goldene Buch der Stadt Hannover wurde 1910 als „DAS GROSSE BUCH DER STADT HANNOVER“ von der Geschäftsbücherfabrik J. C. König & Ebhardt entworfen. Das Unternehmen hatte sich dabei eine Chronik etwa nach Art des Stadtschreibers Johann Heinrich Redecker vorgestellt, in der sämtliche für die Stadt „wichtigen Daten, ferner besonders die Stadt berührende Ereignisse …, denkwürdige Besuche und Konzilien eine beschreibende Aufnahme“ finden sollten. Zu diesem Zweck hatte König & Ebhardt den hannoverschen Kunstmaler Heinrich Mittag mit der Gestaltung des Buches beauftragt. Am 17. März 1911 wurde das mit einer Widmung für „ihre liebe Vaterstadt“ versehene Buch feierlich im Neuen Rathaus überreicht.
Die Stadt Hannover hatte sich dagegen für eine Verwendung des Buches als Gästebuch entschieden: Nach dem Beginn der zwei Wochen andauernden Feierlichkeiten zur Fertigstellung des Neuen Rathauses ab dem 14. Juni 1913 wurde das repräsentative Gebäude am 20. Juni in Anwesenheit von Kaiser Wilhelm eingeweiht. Bei dieser Gelegenheit wurde der erste Band mit einer Unterschrift des Kaisers eröffnet.
Das Ende der Luftangriffe auf Hannover im Zweiten Weltkrieg, den Einmarsch amerikanischer Truppen und die Befreiung von der Gewaltherrschaft des Nationalsozialismus in Hannover dokumentierte die Stadt ohne Unterschriften. Zur Möglichkeit zum Wiederaufbau einer menschlichen Zivilisation findet sich im Goldenen Buch unter der Überschrift „Sucipere et finire“ („Beginnen und zu Ende führen“; Wahlspruch der Welfen und Devise des Ernst-August-Ordens) und unter dem Wappen der Stadt:

„Am 10. April 1945 besetzten amerikanische Truppen Hannover. Der Krieg war beendet [in Hannover …]. Bombenhagel und Feuersturm hatten große Teile der Stadt zerstört. Mit dem völligen Zusammenbruch war aber auch das zwölfjährige System der Gewalt hinweggefegt, mit dem einige Verblendete glaubten, die Welt beherrschen zu können. Ein neues Blatt in der Geschichte der Hauptstadt Hannover beginnt.“

Die erste Eintragung in der Nachkriegszeit stammt vom ersten Bundespräsidenten Theodor Heuss, nachdem dieser am 30. November 1949 seinen Antrittsbesuch bei der Niedersächsischen Landesregierung absolviert hatte.
Nachdem der Sportverein Hannover 96 1954 Deutscher Fußballmeister geworden war, trug sich die gesamte Mannschaft samt dem Vereinsvorstand in das Ehrenbuch ein.
Beim Besuch von Königin Elisabeth II. von Großbritannien trug diese sich am 27. Mai 1965 mit ihrem Ehemann Prinz Philip in das Goldene Buch ein.
Den zweiten Band des Goldenen Buches eröffnete Bundespräsident Gustav Heinemann. Nach ihm unterzeichneten unter anderem Bundeskanzler Willy Brandt und der Parteivorstand der SPD, als diese in Hannover den Bundesparteitag der SPD 1973 abhielten.
Am 5. Januar 1976 verabschiedete sich der niedersächsische Ministerpräsident Alfred Kubel mit seinem Eintrag in das Ehrenbuch Hannovers offiziell von der Landeshauptstadt und seinem Amt.
Den dritten Band des Goldenen Buches von Hannover eröffnete Roman Herzog. Nach ihm zeichnete Richard von Weizsäcker am 4. Dezember 1984.
Knapp ein Vierteljahrhundert nach dem Anwerbeabkommen zwischen der Bundesrepublik Deutschland und der Türkei war die Türkei 1985 Partnerland der Hannover Messe. Zu diesem Anlass trug sich der türkische Ministerpräsident Turgut Özal am 14. Juli des Jahres in das Buch ein.
Ebenfalls zur Hannover Messe war der frühere amerikanische Außenminister Henry Kissinger zu einem Vortrag angereist und wurde im Neuen Rathaus empfangen. Im selben Jahr trug sich der Mitbegründer der Nachkriegs-SPD und ehemalige Bundesminister für innerdeutsche Beziehungen, Egon Franke, anlässlich seines 75. Geburtstages am 11. April 1988 in das Goldene Buch ein.
Lena Meyer-Landrut, die Gewinnerin des Eurovision Song Contest 2010, trug sich anlässlich des Empfangs zu ihren Ehren in das Buch ein.
Die Träger der Plakette für Verdienste um die Landeshauptstadt Hannover (Stadtplakette Hannover) tragen sich bei Verleihung der Plakette in das Goldene Buch ein.
Zuweilen sind die Eintragungen von Ehrengästen der Stadt umstritten. So löste die Unterschrift des Teheraner Bürgermeisters Mohammad Bagher Ghalibaf, der 2010 anlässlich des zehnjährigen Jubiläums des International Neuroscience Institute (INI) von Professor Madjid Samii Hannover besuchte, heftige Proteste seitens des Nationalen Widerstandsrats des Iran (NWRI) aus: Der „Kriegsverbrecher Ghalibaf“ habe unter anderem als Oberbefehlshaber der Staatlichen Sicherheitskräfte das Goldene Buch nun mit dem „Blut von 120.000 Opfern von Folter, Vergewaltigung, Steinigung und Hinrichtung befleckt“.

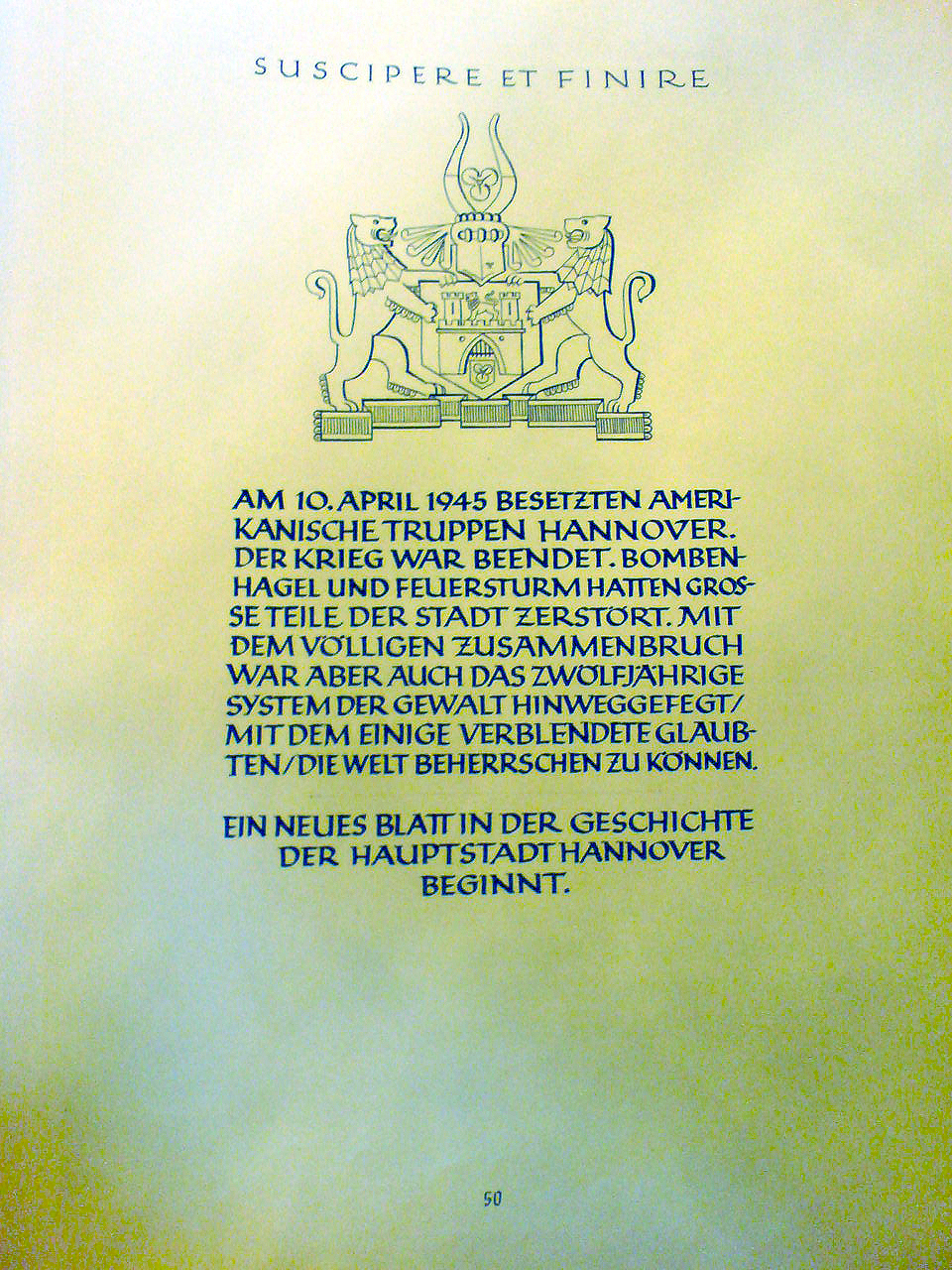
Seite zum Ende der Zeit des Nationalsozialismus
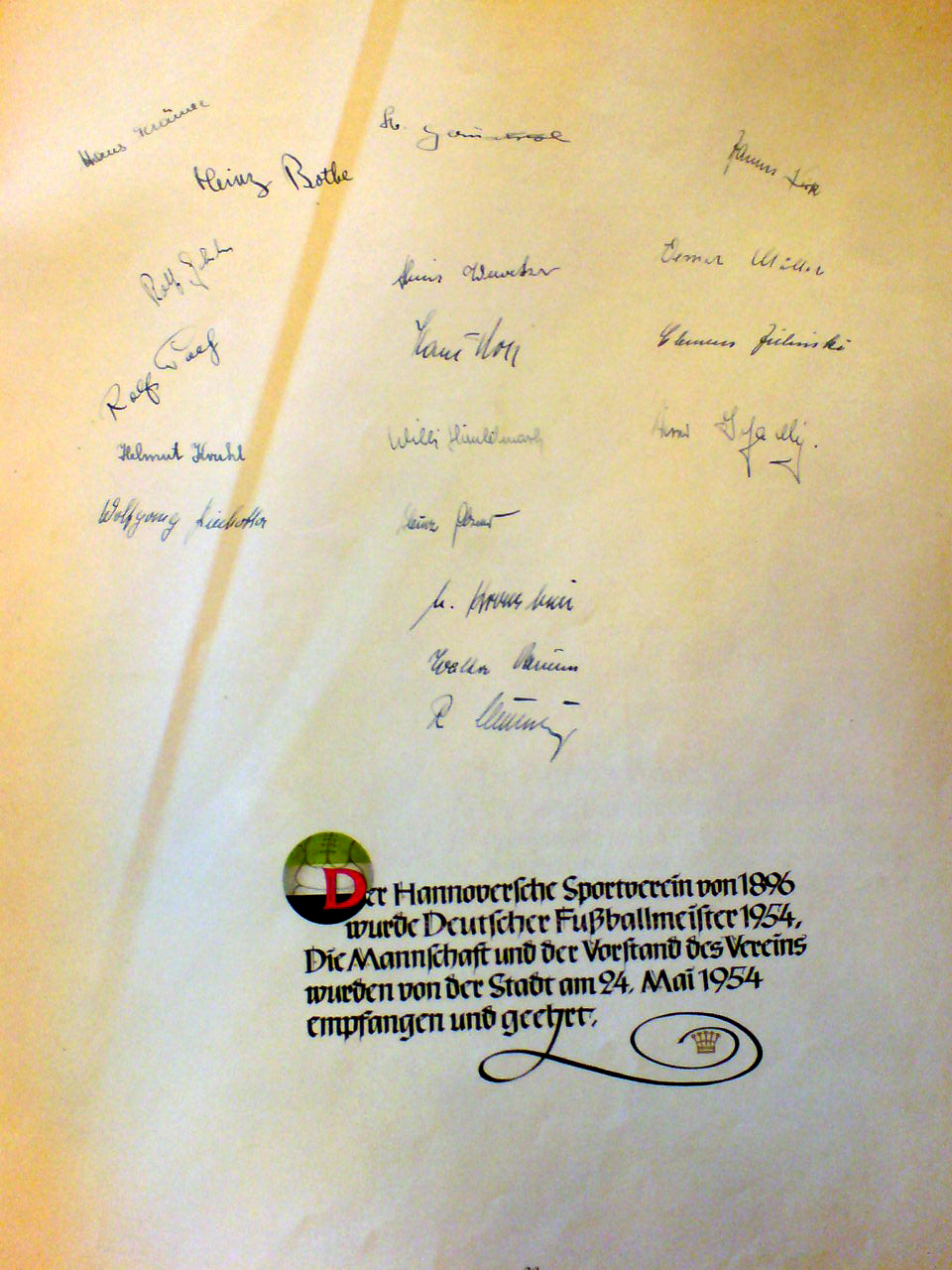
1954 errang Hannover 96 die deutsche Fußballmeisterschaft
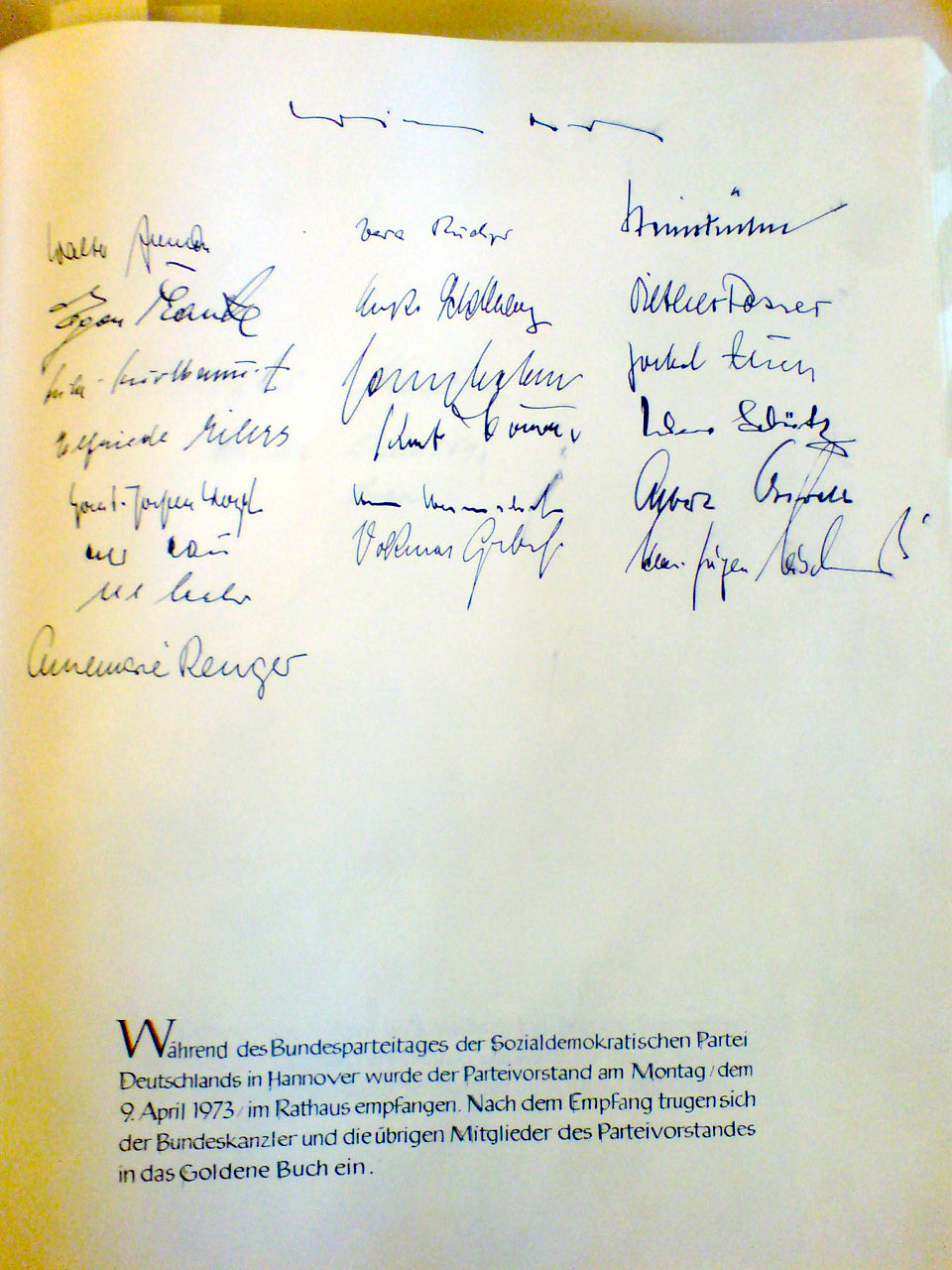
Zum Bundesparteitag der SPD 1973 signierten Willy Brandt und der SPD-Parteivorstand

## Weitere Eintragungen
- 8. November 1983: Der polnische Komponist Krzysztof Penderecki anlässlich eines Gastspieles in Hannover[11]
- 11. Oktober 2010: Eintrag des niedersächsischen Ministerpräsidenten David McAllister bei seinem ersten offiziellen Besuch im Neuen Rathaus nach seiner Wahl am 1. Juli 2010[12][13]

- 24. April 2016: Eintrag des US-Präsidenten Barack Obama anlässlich der Eröffnung der Hannover Messe
- 3. Juni 2024: Eintrag der U23-Fußballmannschaft von Hannover 96 zu Ehren dessen Aufstiegs in die 3. U23-Bundesliga